# André Rouxel (homme politique)
Cet article concerne l'homme politique français du XXe siècle. Pour le Compagnon de la Libération, voir André Rouxel (militaire).
Pour les articles homonymes, voir Rouxel.
André Rouxel, né le 17 janvier 1946 à Bretteville-en-Saire (Manche), est un homme politique français. Il est maire de Tourlaville de 1995 à 2012 et éphémère député de la Manche en 2012.

## Biographie
André Rouxel naît le 17 janvier 1946. Il est dessinateur industriel de profession.
Il s’engage au Parti socialiste en 1974 et commence son parcours politique en 1977 en étant élu conseiller municipal de Tourlaville, sur la liste de Georges Fatôme. Réélu en 1983, il devient adjoint au maire chargé de l’urbanisme puis premier adjoint en 1989. En 1995, il succède à Georges Fatôme comme maire de Tourlaville.
Suppléant de Bernard Cazeneuve lors des élections législatives de 2007, il devient député le 17 juin 2012, pour deux jours, lorsque celui-ci est nommé au gouvernement, et ce jusqu’à la fin de la XIIIe législature, alors que l’Assemblée ne se réunit plus et que sa circonscription, la 5e de la Manche, est appelée à disparaître dans le cadre du redécoupage électoral.
Élu président de la communauté urbaine de Cherbourg le 23 juin 2012, en remplacement de Bernard Cazeneuve,, André Rouxel démissionne de son mandat de maire de Tourlaville en octobre,. En février 2015, il devient maire honoraire.
Il est conseiller général de la Manche, élu dans le canton de Tourlaville, de 2008 à 2015.